# ランブラス通り
座標: 北緯41度22分53秒 東経2度10分23秒 / 北緯41.38139度 東経2.17306度
ランブラス通り（カタルーニャ語: La Rambla）はスペイン、バルセロナを代表するメインストリート。旧市街地に位置し、市の中心部から臨海地区まで続く長さ1.2kmの並木道である。

## 概要
バルセロナの繁華街に位置し、カタルーニャ広場からコロンブスの塔まで続いている。夜遅くまで多くの人通りでごった返し、花屋、鳥屋、大道芸人、カフェテリア、レストランが並ぶ大通りである。ランブラス通りにはさまざまな建造物が立ち並んでいる。世界的に有名なリセウ大劇場、サン・ジュゼップ市場、レイアール広場（Plaça Reial）、そこに設けられたアーチやシュロの木を見ることができる。南の終端にはクリストファー・コロンブスの像がある。
スペインの詩人フェデリコ・ガルシア・ロルカは「終わってほしくないと願う、世界に一つだけの道」と述べた。 
「ランブラ」はカタルーニャ語およびスペイン語で一時的な水路を意味し、 アラビア語のRamla（砂の川床）に由来する。

## 「ランブラス通り」
ランブラス通りと複数形で呼ばれるのは、通りの各区域にそれぞれ異なる名前がつけられている事による。
- ランブラ・ダ・カナレータス（Rambla de Canaletes）：有名なカナレータスの泉がある。この水を飲めばバルセロナをもう一度訪れるといわれている。
- ランブラ・ダルス・アストゥーディス（Rambla dels Estudis）：以前大学の校舎や軍隊の兵舎があったことに由来する。
- ランブラ・ダ・サン・ジュゼップ（Rambla de Sant Josep）：サン・ジュゼップ修道院があったことによる。
- ランブラ・ダルス・カプチンス（Rambla dels Caputxins）：カプチン会修道院があったことによる。
- ランブラ・ダ・サンタ・モニカ（Rambla de Santa Monica）：近くにあった教会の名による。

また、ランブラス通りの延長で、海へ向かう木造の遊歩道にもランブラ・ダ・マール（Rambla de Mar）という名前がつけられている。

## 文化
- リセウ大劇場：1847年にオープンしたオペラハウス、世界最高級の劇場のひとつ
- サンタ・モニカ・アート・センター：現代美術を展示する美術館

## ギャラリー

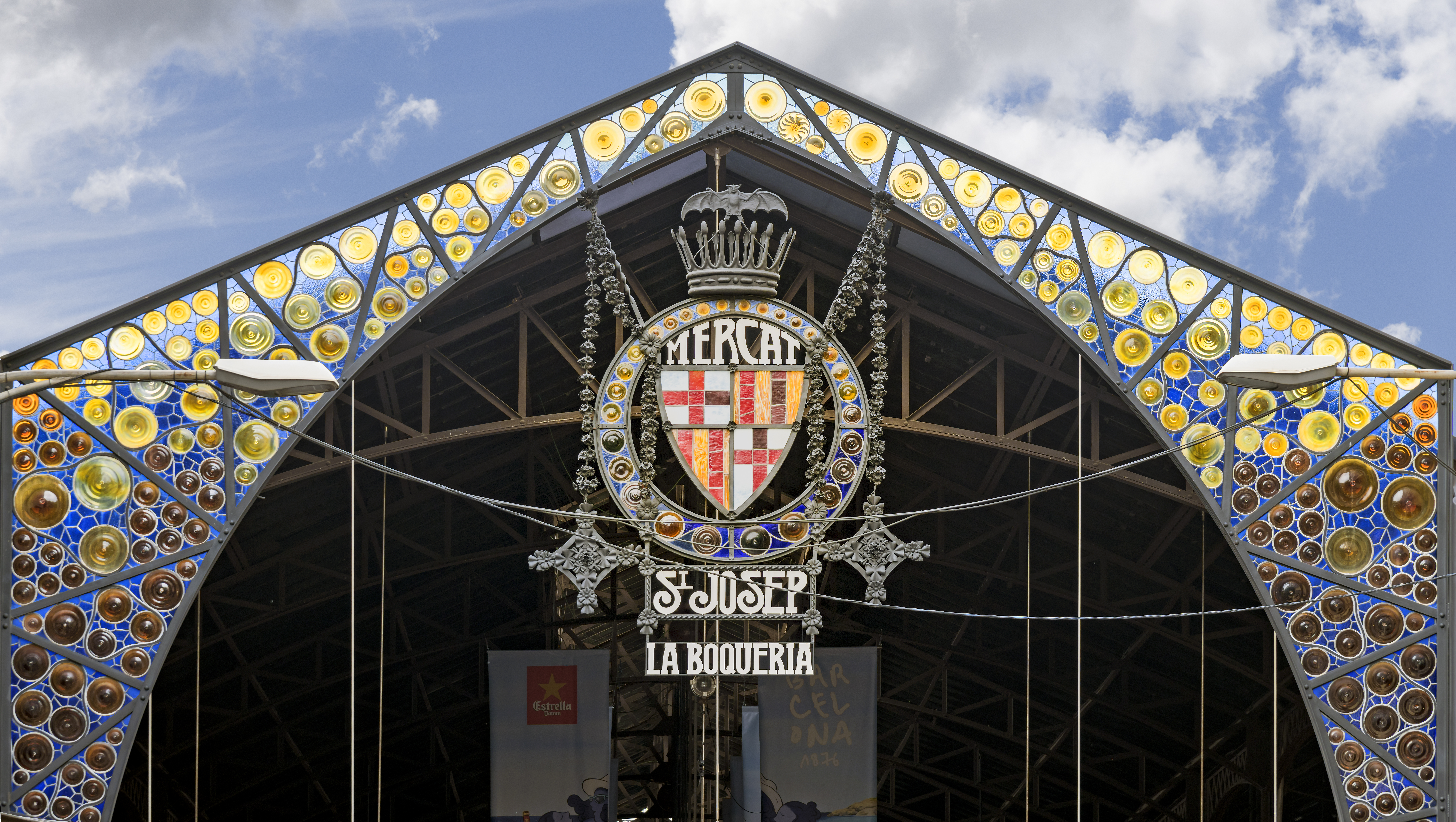
サン・ジュゼップ市場
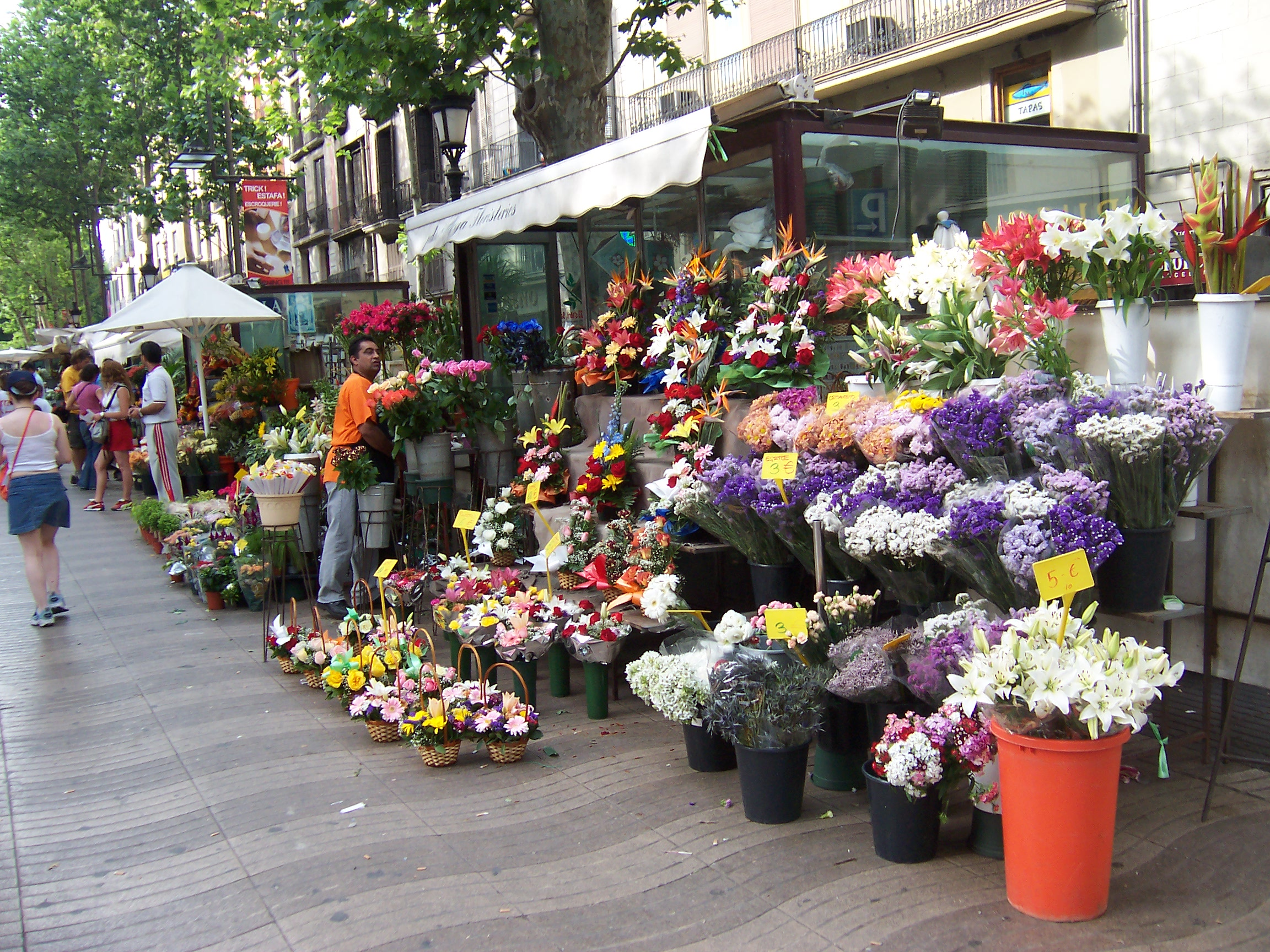
ランブラス通りの花屋
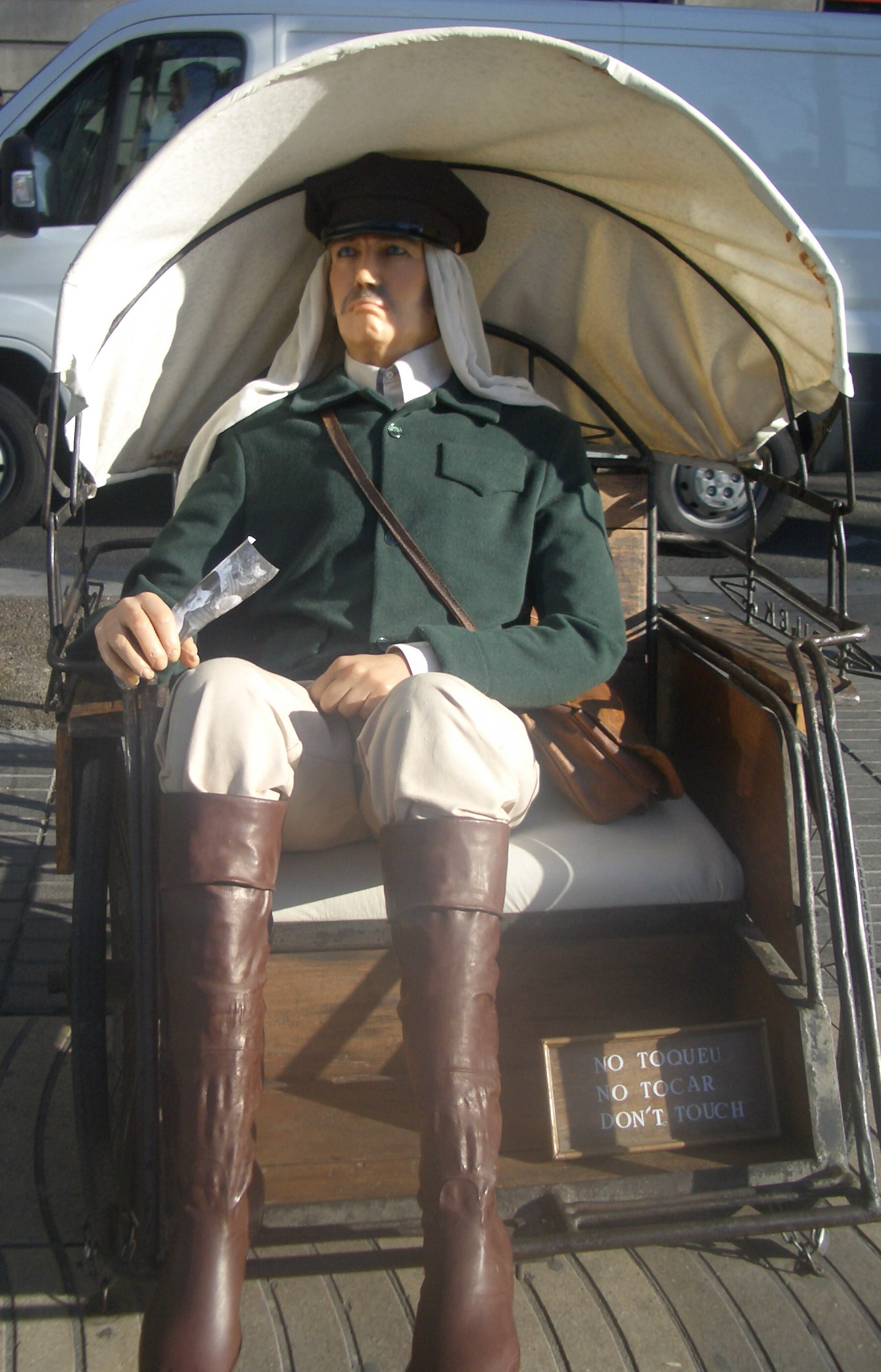
ろう人形館
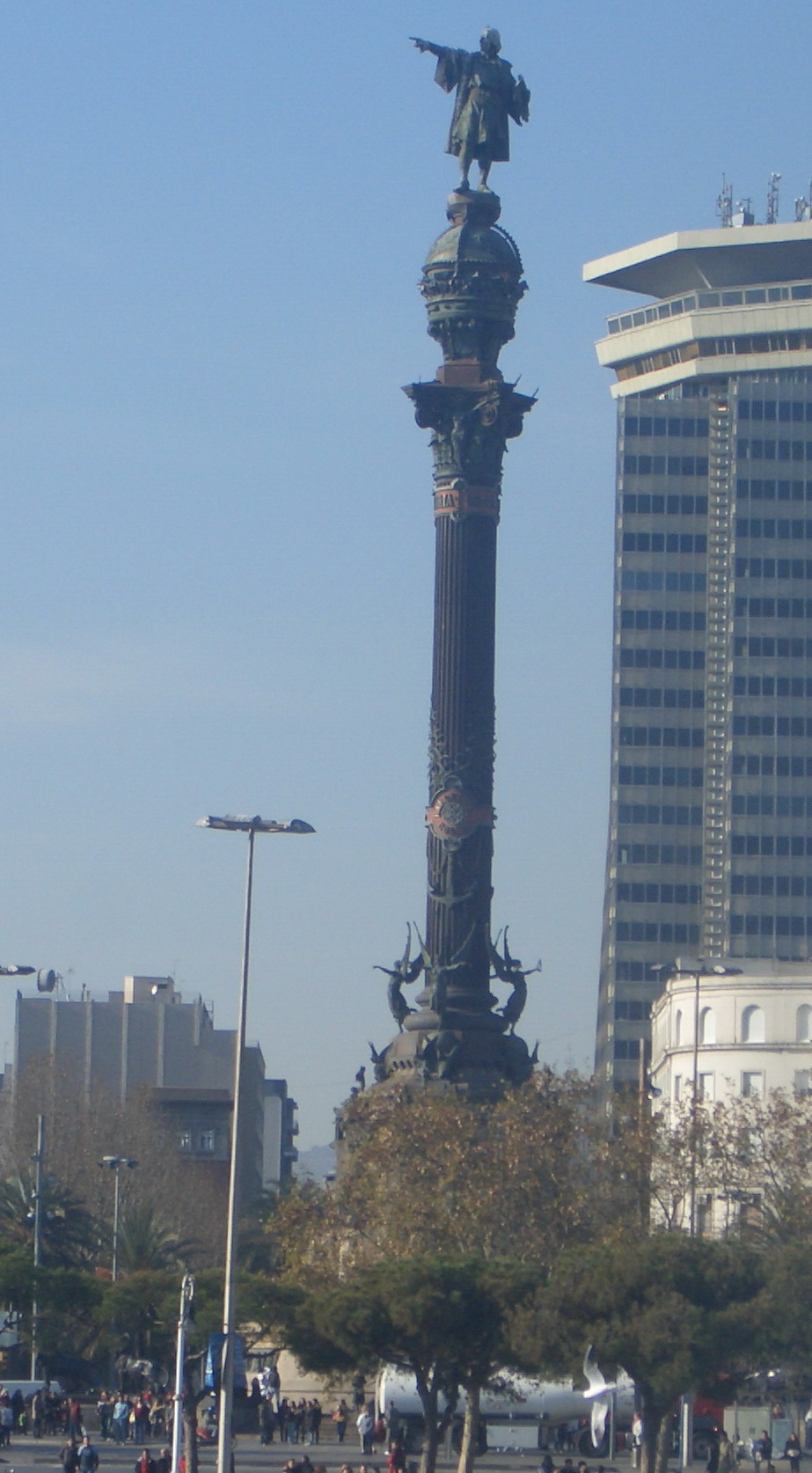
コロンブスの塔

## 交通
通りにはバルセロナ地下鉄L3線の駅が3駅ある。 